# Zacierzewo
Zacierzewo (biał. Жацерава; ros. Жатерево) – wieś na Białorusi, w obwodzie mińskim, w rejonie stołpeckim, w sielsowiecie Wiśniowiec.
Znajduje się tu katolicka kaplica pw. Najświętszego Serca Pana Jezusa z 1934.

## Historia
Dawniej wieś i folwark. Należało do Radziwiłłów (w 1895 był już jednak poradziwiłłowski). Bywał i tworzył tu Władysław Syrokomla. 
W dwudziestoleciu międzywojennym leżało w Polsce, w województwie nowogródzkim, w powiecie stołpeckim, w gminie Świerżeń. W 1921 wieś liczyła 374 mieszkańców, zamieszkałych w 70 budynkach, w tym 266 Polaków, 106 Białorusinów i 2 osoby innej narodowości. 286 mieszkańców było wyznania rzymskokatolickiego, 84 prawosławnego i 4 mojżeszowego. Folwark liczył zaś 79 mieszkańców, zamieszkałych w 7 budynkach, w tym 43 Polaków, 32 Białorusinów i 4 osoby innej narodowości. 43 mieszkańców było wyznania rzymskokatolickiego i 36 prawosławnego.
Po II wojnie światowej w granicach Związku Sowieckiego. Od 1991 w niepodległej Białorusi.

## Ludzie związani z miejscowością
Od 1922 we wsi mieszkał Jan Uczciwek (1892–1973), osadnik wojskowy, kawaler Virtuti Militari.